# Теодорос Аскитис
Теодорос Аскитис (на гръцки: Θεόδωρος Ασκητής) е гръцки общественик и революционер, деец на Гръцката въоръжена пропаганда в Македония от началото на XX век.

## Биография
Теодорос Аскитис или Теодорос Диму Гегас е роден в Магнисия, Мала Азия. Работи като главен преводач в гръцкото консулство в Солун между 1901 и 1908 година. Подпомага работата на Ламброс Коромилас и Хилми паша. Успоредно с това е агент от първи ред на гръцката въоръжена пропаганда в Македония. Заради това му е издадена смъртна присъда от страна на ВМОРО още през 1906 година.
Убит е от българите дейци на ВМОРО братята Иван Джинов и Христо Джинов на 9 (22) февруари 1908 година в Солун край гръцкото консулство. След убийството властите арестуват 50 души гъркомани и 15 българи. Погребалната процесия на Аскитис се превръща в гръцка манифестация.
В отговор на убийството на 28 март 1908 година гръцки терорист прави неуспешен опит да застреля на улица „Мисир“ в Солун водача на българската община Тодор Хаджимишев.
- Сотириос Астериадис и Теодорос Аскитис в Солун
- Аскитис, митрополит Александър Солунски и други
- Погребението на Аскитис в Солун. Фото Михаил Лиондас